# Aleuritopteris dealbata
Aleuritopteris dealbata är en kantbräkenväxtart som först beskrevs av David Don, och fick sitt nu gällande namn av Fée. Aleuritopteris dealbata ingår i släktet Aleuritopteris och familjen Pteridaceae. Inga underarter finns listade.